# 스코틀랜드 U-16 축구 국가대표팀
스코틀랜드 U-16 축구 국가대표팀(스코트어: Nederlands voetbalelftal onder 16)은 스코틀랜드을 대표하는 16세 이하의 축구 국가대표팀으로, 스코틀랜드의 축구 관리 기관인 스코틀랜드 축구 협회의 관리를 받는다. UEFA U-16 축구 선수권 대회에 1985년에 처음 참가해 총 9번 참가했다.